# Del Aire
Del Aire est une localité de Californie dans le comté de Los Angeles. En 2010, la population était composée de 10 001 habitants.

## Géographie
Del Aire constitue une localité non incorporée du comté de Los Angeles située au sud-ouest de la ville de Los Angeles. Elle est bordée par la ville d'El Segundo à l'ouest, la ville d'Hawthorne à l'est et au sud ainsi que par le quartier angelin de Westchester au nord.  
Son territoire est composé de deux rectangles adjacents qui circonscrivent l'Interstate 405 au sud de l'Interstate 105. Le rectangle nord-ouest est grossièrement délimité par l'Interstate 105 au nord, Aviation Boulevard à l'ouest, El Segundo Boulevard au sud et l'Interstate 405 et Felton Avenue à l'est. Le rectangle sud-est est grossièrement délimité par El Segundo Boulevard au nord, l'Interstate 405 à l'ouest, Rosecrans Avenue au sud et Inglewood Avenue à l'est.
La station Aviation/LAX du métro de Los Angeles est située non loin de sa frontière nord près de Aviation Boulevard.